# Provincia Sevilla
Provincia Sevilia este o provincie în Andaluzia, sudul Spaniei. Capitala este Sevilia. Populația provinciei este de 1.758.720 de locuitori, dintre care 40% locuiesc în capitală.  

Diviziunile provinciei Sevilia